# 400 Ducrosa
400 Ducrosa (mednarodno ime je tudi 400 Ducrosa) je asteroid  v asteroidnem pasu. 

## Odkritje
Asteroid je odkril francoski astronom A. Charlois ( 1864 – 1910) 15. marca 1895 v Nici. Imenuje se po astronomu Ducrosu.

## Lastnosti
Asteroid Ducrosa obkroži Sonce v 5,53 letih. Njegova tirnica ima izsrednost 0,115, nagnjena pa je za 10,536° proti ekliptiki. Njegov premer je 33,66 km .